# Argentína az 1948. évi téli olimpiai játékokon
Argentína a svájci St. Moritzban megrendezett 1948. évi téli olimpiai játékok egyik részt vevő nemzete volt. Az országot az olimpián 2 sportágban 9 sportoló képviselte, akik érmet nem szereztek.

## Alpesisí
Férfi
| Versenyző         | Versenyszám | 1. futam | 1. futam | 2. futam | 2. futam | Összesítés | Összesítés |
| Versenyző         | Versenyszám | Idő      | Hely.    | Idő      | Hely.    | Idő        | Helyezés   |
| ----------------- | ----------- | -------- | -------- | -------- | -------- | ---------- | ---------- |
| Julio Cernuda     | Lesiklás    |          |          |          |          | 4:46,4     | 95.        |
| Otto Jung         | Lesiklás    |          |          |          |          | 4:09,3     | 85.        |
| Otto Jung         | Műlesiklás  | 1:54,1   | 56.      | 1:21,6   | 46.      | 3:15,7     | 53.        |
| Justo del Carril  | Lesiklás    |          |          |          |          | 3:46,2     | 63.        |
| Pablo Rosenkjer   | Lesiklás    |          |          |          |          | 4:36,2     | 93.        |
| Pablo Rosenkjer   | Műlesiklás  | 1:53,7   | 55.      | 1:34,2   | 55.      | 3:27,9     | 56.        |
| Gino de Pellegrín | Lesiklás    |          |          |          |          | 4:25,2     | 91.*       |
| Gino de Pellegrín | Műlesiklás  | 1:29,8   | 40.      | 1:23,5   | 47.      | 2:53,3     | 43.        |
| Luis de Ridder    | Lesiklás    |          |          |          |          | 3:50,2     | 68.        |
| Luis de Ridder    | Műlesiklás  | 1:32,2   | 44.      | 1:20,2   | 41.      | 2:52,4     | 42.        |

| Versenyző         | Versenyszám | Lesiklás | Lesiklás | Lesiklás | Műlesiklás | Műlesiklás | Műlesiklás | Műlesiklás | Műlesiklás | Műlesiklás | Műlesiklás | Összesítés | Összesítés |
| Versenyző         | Versenyszám | Lesiklás | Lesiklás | Lesiklás | 1. futam   | 1. futam   | 2. futam   | 2. futam   | Össz.      | Össz.      | Össz.      | Összesítés | Összesítés |
| Versenyző         | Versenyszám | Idő      | Pont     | Hely.    | Idő        | Hely.      | Idő        | Hely.      | Idő        | Pont       | Hely.      | Pont       | Helyezés   |
| ----------------- | ----------- | -------- | -------- | -------- | ---------- | ---------- | ---------- | ---------- | ---------- | ---------- | ---------- | ---------- | ---------- |
| Otto Jung         | Összetett   | 4:09,3   | 41,16    | 65.      | 1:45,2     | 54.        | 1:26,1     | 54.        | 3:11,3     | 24,89      | 55.        | 66,05      | 56.        |
| Gino de Pellegrín | Összetett   | 4:25,2   | 49,87    | 70.      | 1:40,8     | 47.        | 1:27,2     | 56.*       | 3:08,0     | 23,42      | 50.        | 73,29      | 60.        |
| Luis de Ridder    | Összetett   | 3:50,2   | 30,57    | 52.      | 2:46,3     | 67.        | 1:20,9     | 40.*       | 4:07,2     | 49,54      | 67.        | 80,11      | 63.        |
| Pablo Rosenkjer   | Összetett   | 4:36,2   | 55,94    | 71.      | 1:45,3     | 55.        | 1:34,6     | 62.*       | 3:19,9     | 28,68      | 59.        | 84,62      | 64.        |

* - egy másik versenyzővel azonos eredményt ért el

## Bob
| Versenyző                                                         | Versenyszám | 1. futam | 1. futam | 2. futam | 2. futam | 3. futam | 3. futam | 4. futam | 4. futam | Összesítés | Összesítés |
| Versenyző                                                         | Versenyszám | Idő      | Hely.    | Idő      | Hely.    | Idő      | Hely.    | Idő      | Hely.    | Idő        | Helyezés   |
| ----------------------------------------------------------------- | ----------- | -------- | -------- | -------- | -------- | -------- | -------- | -------- | -------- | ---------- | ---------- |
| Marcello de Ridder Héctor Tomasi                                  | Kettes      | 1:29,2   | 16.      | 1:28,5   | 16.      | 1:27,8   | 15.      | 1:27,3   | 15.      | 5:52,8     | 15.        |
| Justo del Carril Salvador Correa Marcello de Ridder Héctor Tomasi | Négyes      | 1:20,5   | 12.      | 1:23,4   | 12.      | 1:24,5   | 12.      | 1:24,5   | 10.*     | 5:32,9     | 12.        |

* - egy másik csapattal azonos eredményt ért el